# Type 055
Le Type 055 est une classe de destroyers lance-missiles de la marine chinoise.
Son coût unitaire officiel est de 6 milliards de yuans (775 millions d'euros).

## Historique
Cette classe de navires, la plus puissante des destroyers chinois, est en cours de développement depuis le 20 décembre 2009.
En 2013, une reconstruction de la superstructure grandeur nature apparaît à Wuhan. Cette plateforme a permis de tester la compatibilité électromagnétique des différents radars et systèmes de brouillage du navire.
Le début de la construction du premier destroyer commence en 2015 à Jiangnan Shipyard. Il est mis à l'eau le 28 juin 2017 et participe au défilé naval du 70e anniversaire de la marine chinoise le 23 avril 2019.
Son numéro d'identification est 101 南昌  Nanchang  en hommage au premier destroyer chinois 101 鞍山  Anshan (ex-classe Gnevny).
D'un déplacement a pleine charge estimé à 12 000 tonnes, il est considéré par certains comme un croiseur. Le Type 055 aura probablement pour rôle d'être le principal nœud de communication des navires du groupe aéronaval chinois.

## Armement
Le Type 055 est doté de 112 cellules de lancement vertical chinois (64 à l'avant, 48 à l'arrière). Ces cellules de 0,85 m x 0,85 m x 9 m (aussi présentes sur le Type 052D) offrent un plus grand volume que le Mark 41 VLS américain.
 Elles sont capables de lancement chaud (le missile allume son réacteur dans le silo) ou froid (le missile est projeté hors du silo avant d'allumer son réacteur).

### Missiles
- Antiaérien de longue portée HHQ-9[1]

Ce missile à lancement froid équipe les destroyers des types 052C, 052D et 055. Il a une masse de 1 300 kg, une vitesse maximale supérieure à mach 4 et une portée de 200 km.
- Antiaérien de moyenne portée HQ-16

Équipant les frégates Type 054A, ce missile à lancement chaud d'une portée de 40–70 km (selon les versions) est capable d'intercepter les missiles volant à basse altitude.
- Anti balistique longue portée HQ-26

Le HQ-26 a été conçu pour engager des avions, des missiles de croisière et des missiles balistiques plus petits à longue portée. Les principales cibles d'un tel système sont les avions aéroportés d'alerte précoce et de contrôle et les avions de guerre électronique.
- Antinavire YJ-21

Le YJ-21 (chinois :鹰击-21 ; pinyin : Yīngjī-èryāo ; lit. « eagle strike 21 ») est un missile balistique anti-navire chinois . [1] [2] Le système de missile serait capable d'engager des cibles terrestres et des navires de guerre de surface avec une ogive conventionnelle hypersonique et manœuvrable.
- Antinavire YJ-18A[12]

D'une conception similaire au 3M-54E russe, le YJ-18A vole d'abord à basse altitude à une vitesse subsonique.

À 40 km de sa cible, le missile devient supersonique et accélère jusqu'à mach 2,8. Sa portée est de 540 km (290 nmi).
- De croisière CJ-10[13]

Subsonique, ayant une portée de 1 500 km, ce missile de croisière aurait été aperçu sur le navire de test d'armements 891 毕昇 Bi Sheng (en)  en 2012. Malgré le fait que peu de détails soient disponibles sur la version navale du CJ-10, la plupart des sources s'accordent sur le fait que le missile a été intégré au Type 052D et au type 055.

### Lutte anti-sous-marine

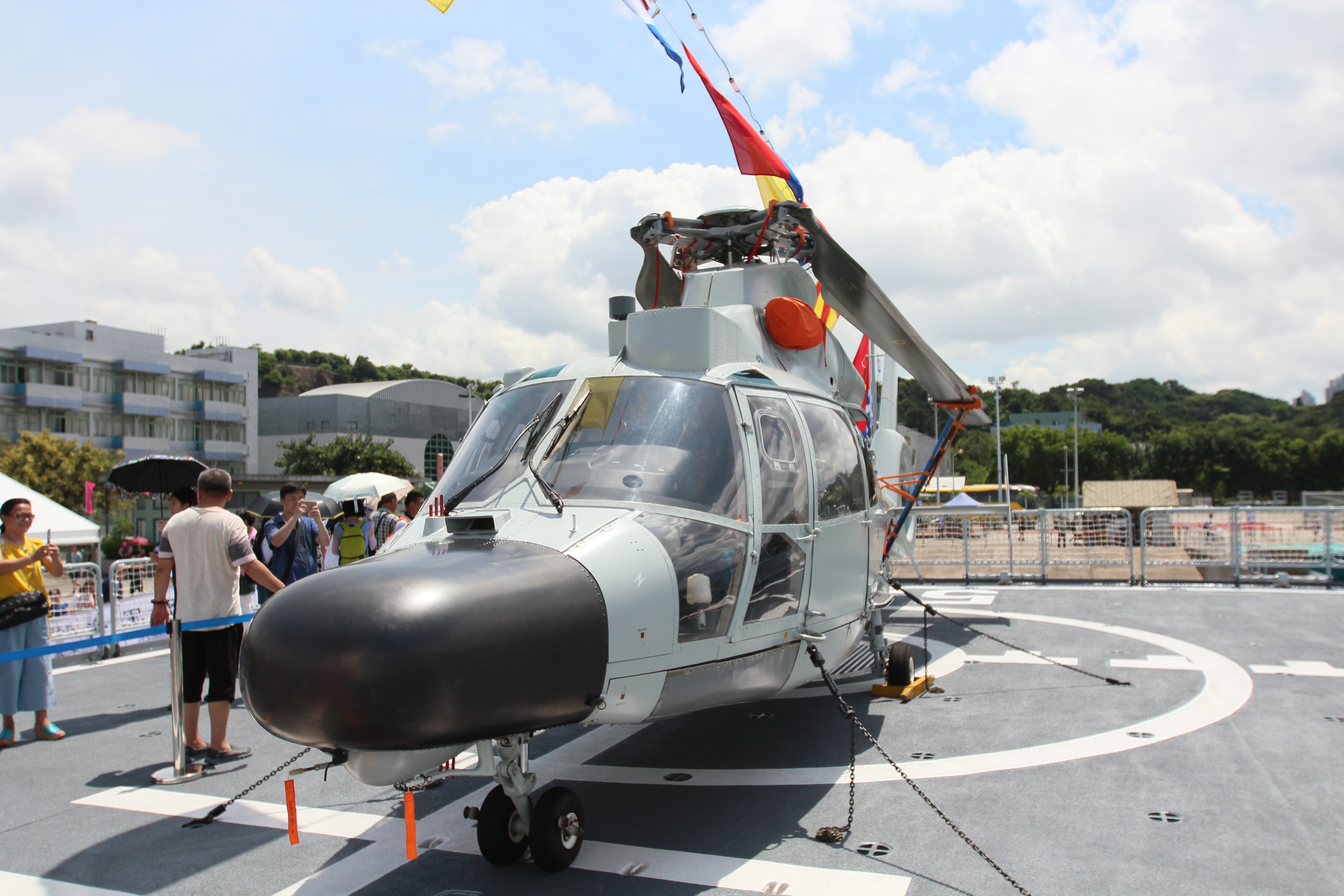
Hélicoptère Harbin Z-9 à bord du destroyer Type 052D 175 Yinchuan

Le Type 055 est équipé d'un sonar de coque et d'un sonar basse fréquence remorqué a profondeur variable.
- 2 hangars peuvent accueillir 2 hélicoptères Z-9C, Z-20F, Ka-28 ou le Changhe Z-18F

Le Harbin Z-9C est la version anti-sous-marine du Z-9, version licenciée du Eurocopter AS365 Dauphin obtenu en 1981.
Le Kamov Ka-28 est la version d'export du Ka-27PL Russe achetée à 17 exemplaires depuis 1998.
Le Harbin Z-20, apparut pour la première fois en 2013, équipera les Type 055 dès qu'une version navalisée sera developpée.
Le Changhe Z-18F est la variante ASW avec radar de recherche de surface monté sur le menton, sonar plongeant et peut être équipée de jusqu'à quatre torpilles légères et 32 bouées sonores
- La torpille anti-sous-marine légère Yu-7(324 mm)[15] a une portée de 14 km et une vitesse de 45 nœuds. Elle peut être :

Tirée à partir des 6 tubes lance-torpilles, larguée par les hélicoptères Z-9C, le Harbin Z-20F et le Ka-28 ou aéro- propulsée par le missile à lancement vertical CY-5 d'une portée de 40 km.

### Défense rapprochée
- L'artillerie principale du navire est la version originale du H/PJ-38[1] de 130 mm (20 coups par minute). Le canon était initialement prévu pour le Type 055 mais le développement a été accéléré pour équiper le Type 052D (la tourelle a été modifiée).
- Un Type 1130[1] (H/PJ-11) est situé sur une plateforme surélevée à l'avant. Il s'agit d'un système d'arme rapproché (CIWS) Gatling 30 mm a 11 canons (11 000 coups par minute). Guidé par son propre radar et système optronique, le Type 1130 est entièrement indépendant.
- Un système lance-missiles HQ-10[1] (24 missiles) est situé au-dessus du hangar à l'arrière. Le missile HQ-10 a un système de guidage par imagerie IR et une portée de 9 km.

### Électronique
- Les 4 grandes faces planes du radar AESA multifonctions Type 346B (zh)[2] assurent une couverture 360° et une portée de détection supérieure au précédent Type 346A (zh). Le radar fonctionne en bande S et sa portée est estimée à 400–500 km.
- 4 faces planes AESA d'un nouveau radar de précision (en bande X)[2] sont situées sur chaque côté du mât intégré. C'est le principal radar de conduite de tir du navire.
- De multiples brouilleurs, radars passifs[5] et 4 lance-leurres Type 726-4 (24 par lanceur) couvrent les flancs du bâtiment.

## Liste des navires
| Rang | Numéro | Nom             | Chantier naval                       | Lancement         | Entrée en service | Flotte         | Statut |
| ---- | ------ | --------------- | ------------------------------------ | ----------------- | ----------------- | -------------- | ------ |
| 1    | 101    | 南昌 / Nanchang | Jiangnan Shipyard                    | 28 juin 2017      | 12 janvier 2020   | Flotte du Nord | Actif  |
| 2    | 102    | 拉萨 / Lhasa    | Jiangnan Shipyard                    | 28 avril 2018     | 2 mars 2021       | Flotte du Nord | Actif  |
| 3    | 105    | 大连 / Dalian   | Dalian Shipbuilding Industry Company | 3 juillet 2018    | 23 avril 2021     | Flotte du Sud  | Actif  |
| 4    | 106    | 延安 / Yan'an   | Dalian Shipbuilding Industry Company | 3 juillet 2018    | 22 février 2022   | Flotte du Sud  | Actif  |
| 5    | 103    | 鞍山 / Anshan   | Jiangnan Shipyard                    | 15 septembre 2019 | 11 novembre 2021  | Flotte du Nord | Actif  |
| 6    | 107    | 遵义 / Zunyi    | Dalian Shipbuilding Industry Company | 26 décembre 2019  | Novembre 2022     | Flotte du Sud  | Actif  |
| 7    | 104    | 无锡 / Wuxi     | Jiangnan Shipyard                    | 9 mai 2020        | 10 mars 2022      | Flotte du Nord | Actif  |
| 8    | 108    | 咸阳 / Xianyang | Dalian Shipbuilding Industry Company | 30 aout 2020      | Février 2023      | Flotte du Sud  | Actif  |